# Огреб, Иван Павлович
Иван Павлович Огреб — советский хозяйственный, государственный и политический деятель, Герой Социалистического Труда.

## Биография
Родился в 1921 году в Ахтырке. Член КПСС.
С 1937 года — на хозяйственной, общественной и политической работе. В 1937—1986 гг. — колхозник, красноармеец-артиллерист на Дальнем Востоке, участник советско-японской войны, колхозник, бригадир, председатель колхоза «Червона зоря» Ахтырского района Сумской области.
Указом Президиума Верховного Совета СССР от 8 апреля 1971 года присвоено звание Героя Социалистического Труда с вручением ордена Ленина и золотой медали «Серп и Молот».
Умер в Ахтырке в 1994 году.